# Oxypoda simulans
Oxypoda simulans är en skalbaggsart som beskrevs av Thomas Casey 1906. Oxypoda simulans ingår i släktet Oxypoda och familjen kortvingar. Inga underarter finns listade i Catalogue of Life.